# مخيمات اللاجئين الفلسطينيين
بسبب التطهير العرقي لفلسطين على يد القوات الإسرائيلية (والعصابات الصهيونية) في حرب فلسطين 1947–1949 والحروب الإسرائيلية اللاحقة، أُنشئت مخيمات اللاجئين الفلسطينيين لاستقبال مئات الآلاف من النازحين واللاجئين الفلسطينيين، في داخل فلسطين وخارجها. ويبلغ عددها حوالي 68 مخيم في الأردن ولبنان وسوريا والضفة الغربية وقطاع غزة ست منها تأسست بعد حرب الستة أيام، والباقي في الفترة من 1948 إلى 1950. في عام 2019، سُجل أكثر من 5.6 مليون لاجئ فلسطيني لدى الأمم المتحدة. تم انشاء المخيمات اللاجئين الفلسطينيين أسوة بمخيمات اللجوء عامّة كإسكان مؤقت في اوقات الأزمات، ولكن مع عدم تنفيذ قرارات الأمم المتحدة وإستمرار إسرائيل بمنع اللاجئين من العودة اضحت المخيمات بنى دائمة وفقيرة، افتقرت وتفتقر للبنى التحتية والخدمات، وفي عام 1949، عرّفت وكالة الأمم المتحدة لإغاثة وتشغيل اللاجئين الفلسطينيين (أونروا) اللاجئين الفلسطينيين للإشارة إلى "لاجئي فلسطين" الأصليين وكذلك أحفادهم من نسبهم الأبي. غير أن المساعدة التي تقدمها الأونروا تقتصر على اللاجئين الفلسطينيين المقيمين في مناطق عمليات الأونروا في الأراضي الفلسطينية ولبنان والأردن وسوريا.، وفيها أكثر من 1.5 مليون يعيشون في مخيمات تديرها الأونروا. معظم اللاجئين ضمن هذا التعريف اجبروا على اللجوء في حرب فلسطين 1947–1949 (الهجرة الفلسطينية عام 1948) وحرب 1967 (الهجرة الفلسطينية عام 1967).

## دور الأونروا
رسميا يوجد بحسب وكالة الأمم المتحدة لإغاثة وتشغيل اللاجئين الفلسطينيين في الشرق الأدنى (الأونروا) التابعة للأمم المتحدة 59 مخيماً للاجئين في الأردن ولبنان وسوريا والضفة الغربية وقطاع غزة. كما قدمت المنظمة المساعدات للاجئين داخل إسرائيل نتيجة صراع عام 1948 حتى تولت الحكومة الإسرائيلية مسؤوليتهم عام 1952.
لكي تعترف الأونروا بالمخيم، هناك حاجة إلى اتفاق بين الحكومة التي يقع المخيم على أراضيها والأونروا فيما يتعلق باستخدام المخيم. ولا تدير الأونروا أيًا من المخيمات، وليس لديها صلاحيات شرطية أو دور إداري، ولكنها تقدم الخدم ات للمخيم فقط. إن مخيمات اللاجئين المسماة بذلك، والتي تطورت من تجمعّات الخيام إلى تجمعات مبنية، ثم إلى أحياء حضرية لا يمكن تمييزها عن محيطها (أصبحت فعلياً تطورات حضرية في حد ذاتها أو داخل المدن القائمة)، تؤوي حوالي ثلث جميع اللاجئين الفلسطينيين المسجلين. بالأضافة لذلك، تقدم الأونروا أيضًا خدمات في مناطق أخرى حيث تعيش أعداد كبيرة من اللاجئين الفلسطينيين المسجلين خارج مخيمات اللاجئين المعترف بها.
وتعرف الأونروا اللاجئين الفلسطينيين بأنهم:
"الأشخاص الذين كان مكان إقامتهم الطبيعي هو فلسطين خلال الفترة من 1 حزيران/يونيه 1946 إلى 15 أيار/مايو 1948، والذين فقدوا منازلهم وسبل عيشهم نتيجة لنزاع عام 1948".
إن تعريف اللاجئ من وجهة نظر الأونروا يشمل أيضا أحفاد اللاجئين الأصليين . وبذلك ارتفع عدد اللاجئين الفلسطينيين المسجلين من 750 ألفاً عام 1950 إلى نحو 5 ملايين عام 2013.
ولدت حرب الأيام الستة عام 1967 موجة جديدة من اللاجئين الفلسطينيين الذين لا يمكن ضمهم إلى التعريف الأصلي للأونروا. واعتبارا من عام 1991، اعتمدت الجمعية العامة للأمم المتحدة قرارا سنويا يسمح بدخول لاجئي عام 1967 ضمن ولاية الأونروا. وتساعد الأونروا جميع "أولئك الذين يعيشون في منطقة عملياتها والذين يستوفون تعريف عملها، المسجلين لدى الوكالة والذين يحتاجون إلى المساعدة" وأولئك الذين أصبحوا لاجئين في البداية نتيجة لحرب الأيام الستة، بغض النظر عما إذا كانوا يقيمون في مناطق مصنفة كمخيمات للاجئين الفلسطينيين أو في مجتمعات دائمة أخرى.
مخيم اللاجئين الفلسطينيين هو "قطعة أرض تضعها الحكومة المضيفة تحت تصرف الأونروا لإيواء اللاجئين الفلسطينيين وإنشاء مرافق لتلبية احتياجاتهم". ويعيش نحو 1.4 مليون من اللاجئين الفلسطينيين المسجلين، ثلثهم تقريباً، في 58 مخيماً للاجئين تعترف بها الأونروا في الأردن ولبنان وسوريا وقطاع غزة والضفة الغربية. ولا يشمل تعريف الأونروا الوضع النهائي.
نزح العديد من الفلسطينيين السوريين نتيجة للحرب الأهلية السورية التي بدأت في عام 2011. وبحلول تشرين الأول/أكتوبر 2013، نزح 235,000 فلسطيني داخل سوريا نفسها، وفر 60,000 (إلى جانب 2.2 مليون سوري) من البلاد. بحلول مارس/آذار 2019، قدرت المفوضية أن 120,000 لاجئ فلسطيني فروا من سوريا منذ عام 2011، وبشكل أساسي إلى لبنان والأردن، ولكن أيضا إلى تركيا وأبعد من ذلك.
كانت هناك تقارير تفيد بأن الأردن ولبنان رفضا اللاجئين الفلسطينيين الذين يحاولون الفرار من الأزمات الإنسانية في سوريا. [بحاجة لمصدر] وبحلول عام 2013، كان الأردن قد استوعب 126 ألف لاجئ سوري، لكن الفلسطينيين الفارين من سوريا يوضعون في مخيم منفصل للاجئين، في ظل ظروف أكثر صرامة، ويمنعون من دخول المدن الأردنية.

## المناطق
| بئر السبع               | 88  | 90,507  | 590,231   |
| بيسان                   | 31  | 19,602  | 127,832   |
| جنين                    | 6   | 4,005   | 26,118    |
| حيفا                    | 59  | 121,196 | 790,365   |
| الخليل                  | 16  | 22,991  | 149,933   |
| الرملة                  | 64  | 97,405  | 635,215   |
| صفد                     | 78  | 52,248  | 340,729   |
| طبريا                   | 26  | 28,872  | 188,285   |
| طولكرم                  | 18  | 11,032  | 71,944    |
| عكا                     | 30  | 47,038  | 306,753   |
| غزة                     | 46  | 79,947  | 521,360   |
| القدس                   | 39  | 97,950  | 638,769   |
| الناصرة                 | 5   | 8,746   | 57,036    |
| يافا                    | 25  | 123,227 | 803,610   |
| المجموع                 | 531 | 804,766 | 5,248,185 |
| Demography of Palestine |     |         |           |

وكان عدد لاجئي فلسطين المسجلين في الأونروا حسب البلد أو الإقليم في كانون الثاني/يناير 2015 على النحو التالي:

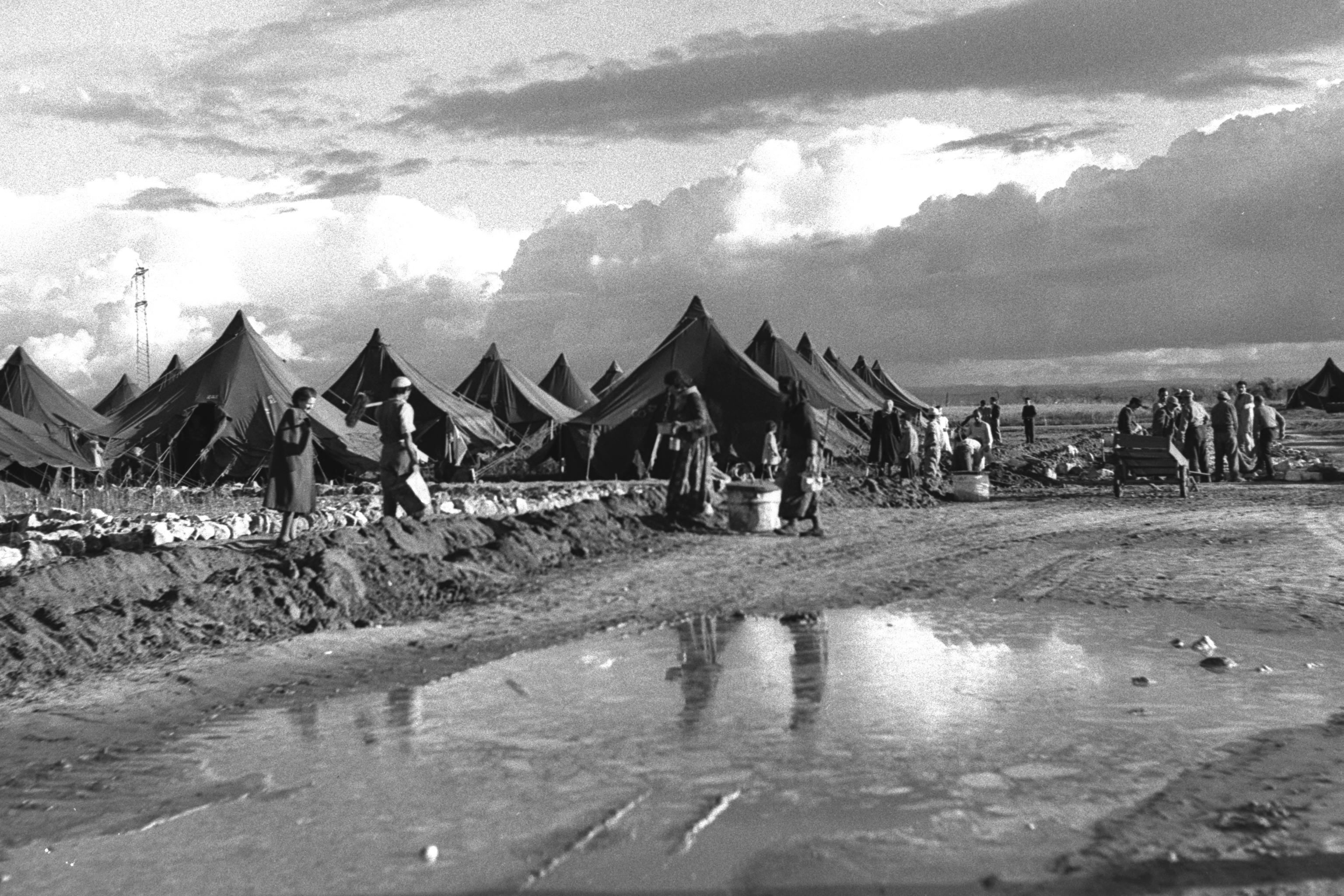
مخيم برديس حنا للمهاجرين للاجئين اليهود، 1956.

| الأردن        | 2,117,361 |
| قطاع غزة      | 1,276,929 |
| الضفة الغربية | 774,167   |
| سوريا         | 528,616   |
| لبنان         | 452,669   |
| المجموع       | 5,149,742 |

### قطاع غزة
اعتبارا من يناير 2015، يوجد في قطاع غزة 8 مخيمات للاجئين تابعة للأونروا تضم 560,964 لاجئا فلسطينيا، و1,276,929 لاجئا مسجلا في المجموع، من أصل 1,816,379 نسمة. [بحاجة لمصدر]

### الضفة الغربية
اعتبارا من يناير/كانون الثاني 2015، يوجد في الضفة الغربية 19 مخيمًا للاجئين تابعين للأونروا مع 228,560 لاجئا فلسطينيا، و774,167 لاجئا مسجلا في المجموع، من أصل 2,345,107 نسمة. [بحاجة لمصدر]

### الأردن

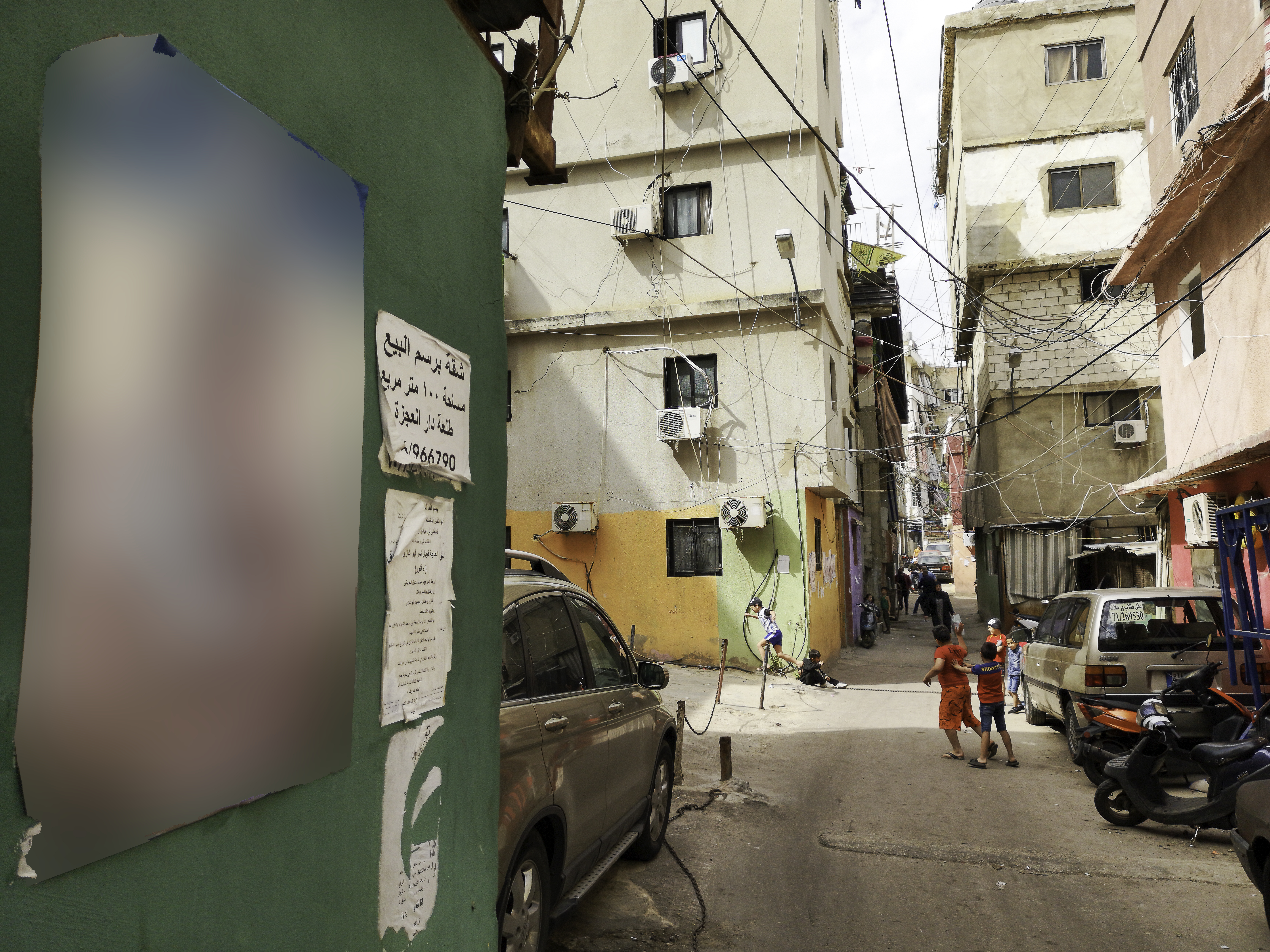
مخيم شاتيلا للاجئين على مشارف بيروت في أيار 2019

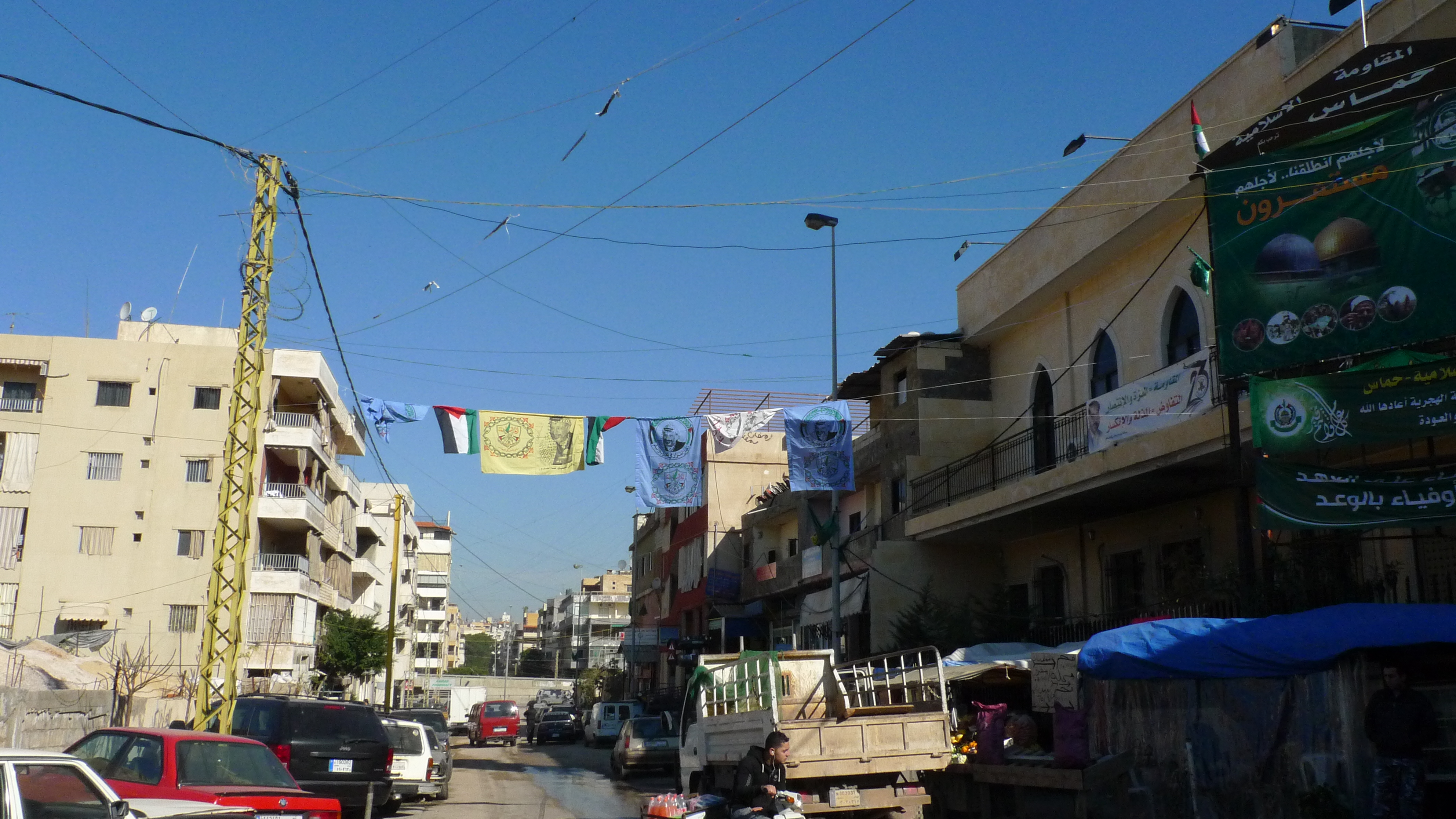
مدخل مخيم برج البراجنة للاجئين في جنوب بيروت